# Coupe du Congo Léopoldville de football 1964
 (mai 2020).
Navigation
Championnat National 1963 Championnat National 1965
La saison 1964 du Championnat du Congo kinshasa de football est la quatrième édition de la première division au Congo Kinshasa. La compétition rassemble les meilleures équipes du pays.
Cette saison est la première après l'indépendance du pays.

## Compétition

### Finale[1]
- CS Imana 3-1 FC St. Eloi